# Гигантопапиларно запаљење вежњаче ока
Гигантопапиларно запаљење вежњаче ока (лат. conjunctivitis gigantopapillaris) је хронично, прогресивно обострано запаљење вежњаче које настаје као реакција на присуство страног материјала који је у дуготрајном контакту са вежњачом. Претпоставља се да је узроковано алергијском реакцијом на беланчевине накупљене на површини контактних сочива, очних протеза или крајевима конаца - сутура који вире из вежњаче након одређених хируршких захвата на оку.

## Етиопатогенеза
Највећи значај у етиологији болести има алергијска реакција на беланчевине, накупљене на вежњачи након примене:
- Контактних социва,[4]
- очних протеза
- цианоакрилатног ткивног лепка,[5]
- шавовова после хируршких интервенција на оку.[6]

Мембранске епителне ћелије (I ћелије) играју кључну улогу у патогенези болести због њиховог везивања и транслокације антигена и патогена.
Патолошке промене локализоване су на вежњачи горњег капка, који постаје хиперемичан и задебљан, са израженом гиганто-папиларном хипертрофијом (са папилама већим од 1 mm).

## Клиничка слика
Пацијенти са гигантопапиларним запаљењем вежњаче жале се на благу иритацију ока, оскудну мукозну секрецију и умерени сврабеж, што им свеукупно, отежава ношење контактних сочива и протеза.
Пунктиформна епителијалне кератопатија и Трантасове мрље најчешће су промене на рожњачи које се јављају током овог запаљења вежњаче.

## Дијагноза
Дијагноза се поставља се на основу валидних анамнестичких података и доброг познавања клиничке слике болести.
Бојење врхова папила флуоресцеинском бојом поуздан је знак активности обољења.

## Терапија
Која ће се врста терапије применити, зависи од тежине и стадијума болести и подразумева:
- Замену контактних сочива,
- Скраћење периода ношења сочива,
- Прекид ношења контактних сочива
- Локалну примену кортикостероида (прве 2 недеље болести).[15]
- Примену стабилизатора мембране мастоцита до дефинитивног излечења.[16][17]